# Peciînî, Trosteaneț
Peciînî (în ucraineană Печини) este localitatea de reședință a comunei Peciînî din raionul Trosteaneț, regiunea Sumî, Ucraina.

## Demografie
Componența lingvistică a localității Peciînî
     Rusă (86,51%)
     Ucraineană (13,49%)
Conform recensământului din 2001, majoritatea populației localității Peciînî era vorbitoare de rusă (86,51%), existând în minoritate și vorbitori de ucraineană (13,49%).